# Brian Doyle
Brian Doyle (anglès: Brian John Doyle)  (Melbourne, 18 d'agost de 1930 - Melbourne, 1 de juny de 2008) fou un remer australià que va competir durant la dècada de 1950.
Doyle s'inicià en el rem al Xavier College de Melbourne. També va competir pel Mercantile Rowing Club. El 1956 va prendre part en els Jocs Olímpics d'Estiu de Melbourne, on guanyà la medalla de bronze en la prova del vuit amb timoner del programa de rem.
Una vegada retirat va exercir d'entrenador, entre d'altres dels seus fills, també olímpics, David i Mark Doyle. El 2010 va ser inclòs al Saló de la Fama de Rem de Victoria.